# Dellys

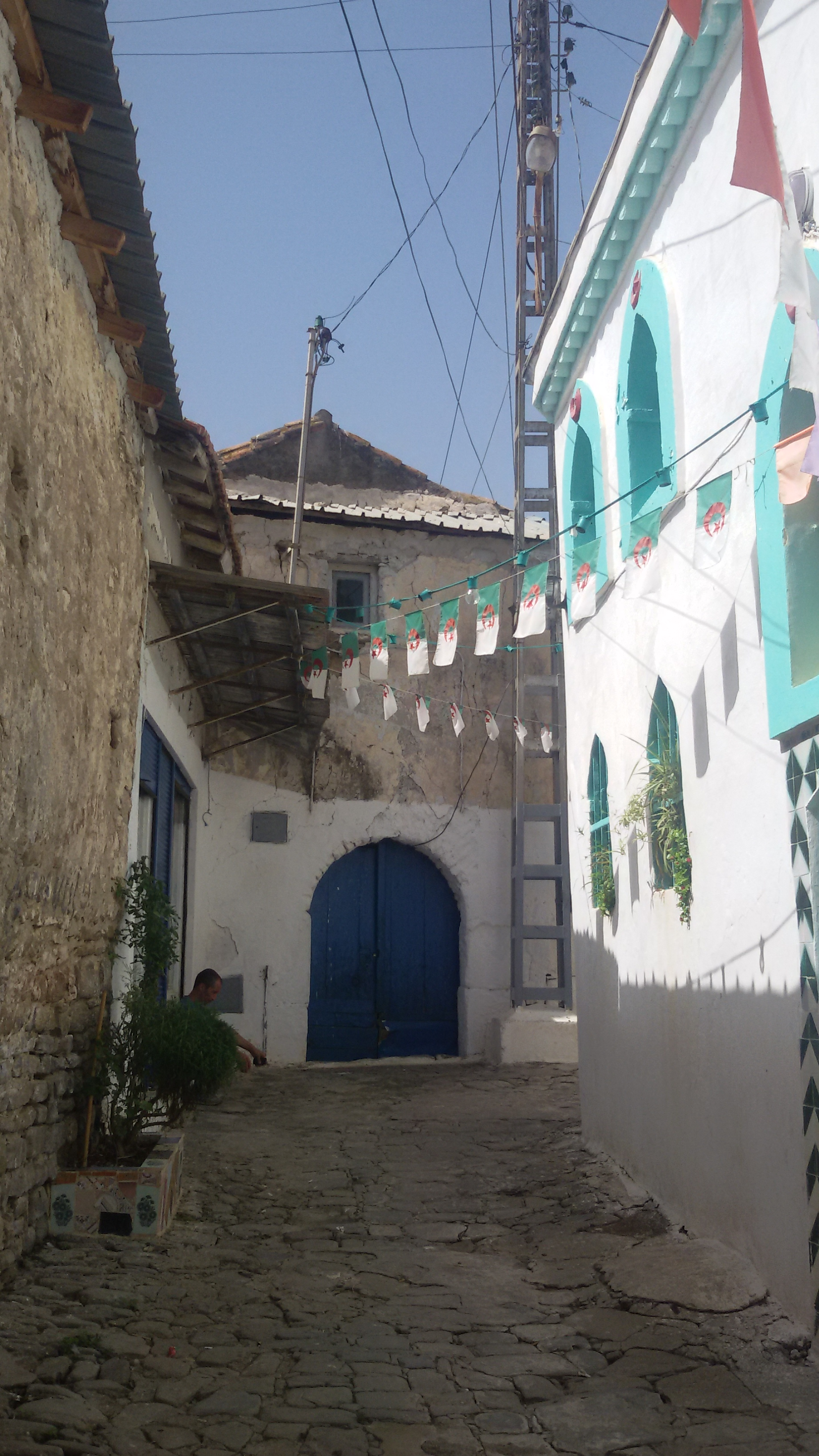
Dellys

Dellys là một đô thị thuộc tỉnh Boumerdès, Algérie. Dân số thời điểm năm 2002 là 28.229 người.